# Marc Jacobs
Marc Jacobs (Nova York, 9 d'abril de 1963) és un dissenyador de moda estatunidenc. És cap de disseny de Marc Jacobs, i també de Marc by Marc Jacobs, una segona línia d'aquesta marca, Little Marc per a nens i Stinky Rat, amb més de 200 botigues en 80 països. A més a més, va ser el director creatiu de la casa francesa Louis Vuitton des de 1997 a 2013. Ha guanyat 10 premis atorgats per la CFDA i és considerat una de les 100 persones més influents per la revista Times.

## Biografia
Marc Jacobs va néixer a una família jueva a la ciutat de Nova York. Quan ell tenia set anys, el seu pare va morir sobtadament. A causa d'aquest fet, segons Jacobs, la seva mare patia d'una malaltia mental i no podia tenir cura dels seus fills. A l'adolescència va anar a viure amb la seva àvia paterna, a qui defineix com la seva inspiració, a un apartament prop de Central Park.
A l'edat de 15 anys, assistia a l'Escola Superior d'Art i Disseny durant el dia i, després de l'escola, treballava a la boutique de roba de luxe Charivari; es va graduar l'any 1981. Posteriorment, Marc, va aconseguir un lloc a l'Escola Parsons a Nova York, on destacaria entre els seus companys de classe en guanyar la medalla d'or del didal Perry Ellis i Disseny de l'Estudiant de l'any en la seva graduació el 1984.
El 1987, es va convertir en el dissenyador més jove a guanyar el premi del Council of Fashion Designers of America Perry Ellis com a nou jove dissenyador.

## Marc Jacobs

Logo Marc jacobs

L'any 1986 quan Jacobs tan sols tenia 23 anys va dissenyar la seva primera col·lecció amb l'etiqueta de Marc Jacobs. A l'any següent, Jacobs va rebre l'honor de ser el dissenyador més jove a ser guardonat amb el més alt tribut de la indústria de la moda: El Consell de Dissenyadors de Moda d'Amèrica (CFDA) Perry Ellis Award de Nous Talents.
Tres anys després, any 1989, Marc Jacobs i el seu soci Robert Duffy es van unir a Perry Ellis com a vicepresident i president dels dissenys de dona, respectivament. És això que l'any 1992 va presentar una col·lecció d'estètica grunge per a Perry Ellis, marca de la qual Jacbos era dissenyador, amb gran èxit entre la crítica però incompresa per la marca en el moment.
En la tardor de 1993, Jacobs Duffy Designs Inc. va llançar la seva pròpia llicència i l'empresa de disseny i passa a ser anomenada Marc Jacobs International Company, LP.

Dos anys després, 1995, Marc Jacobs introdueix alguns dissenys masculins en la desfilada de la col·lecció de dona. L'any 1998 comença a col·laborar amb Jurgen Teller que des des d'aquell moment havia estat el fotògraf de totes les campanyes de la seca firma.
Durant l'any 2007, l'actriu protagonista de La Guerra dels mons de Spielberg, Dakota Fanning, protagonitza, amb només 13 anys la campanya de primavera-estiu de Marc Jacobs firmada, un cop més, per Jurgen Teller. A més a més surt a la venda una nova fragancia, Daisy.

L'any 2009 també marca l'inici d'una nova empresa formada amb Sumitomo Corp que significarà l'inici d'un nou començament per als negocis Marc Jacobs al Japó.
La marca de Marc Jacobs ha sabut créixer i madurar al mateix temps que ho feia la societat global passant de l'estil grunge, teen i relaxat a una estètica depurada i més sofisticada. Les seves campanyes publicitàries, firmades per l'alemany Jurgen Teller, sempre són polèmiques i han aconseguit ser reconegudes per arreu del món i ser les més imitades. Tot el que ha convertit a la marca i al seu creador en un dels màxims exponents de la postmodernitat actual pot ser resumit en les paraules: ironia, col·laboració, transversitat, nostàlgia i la dosis justa de compromís.

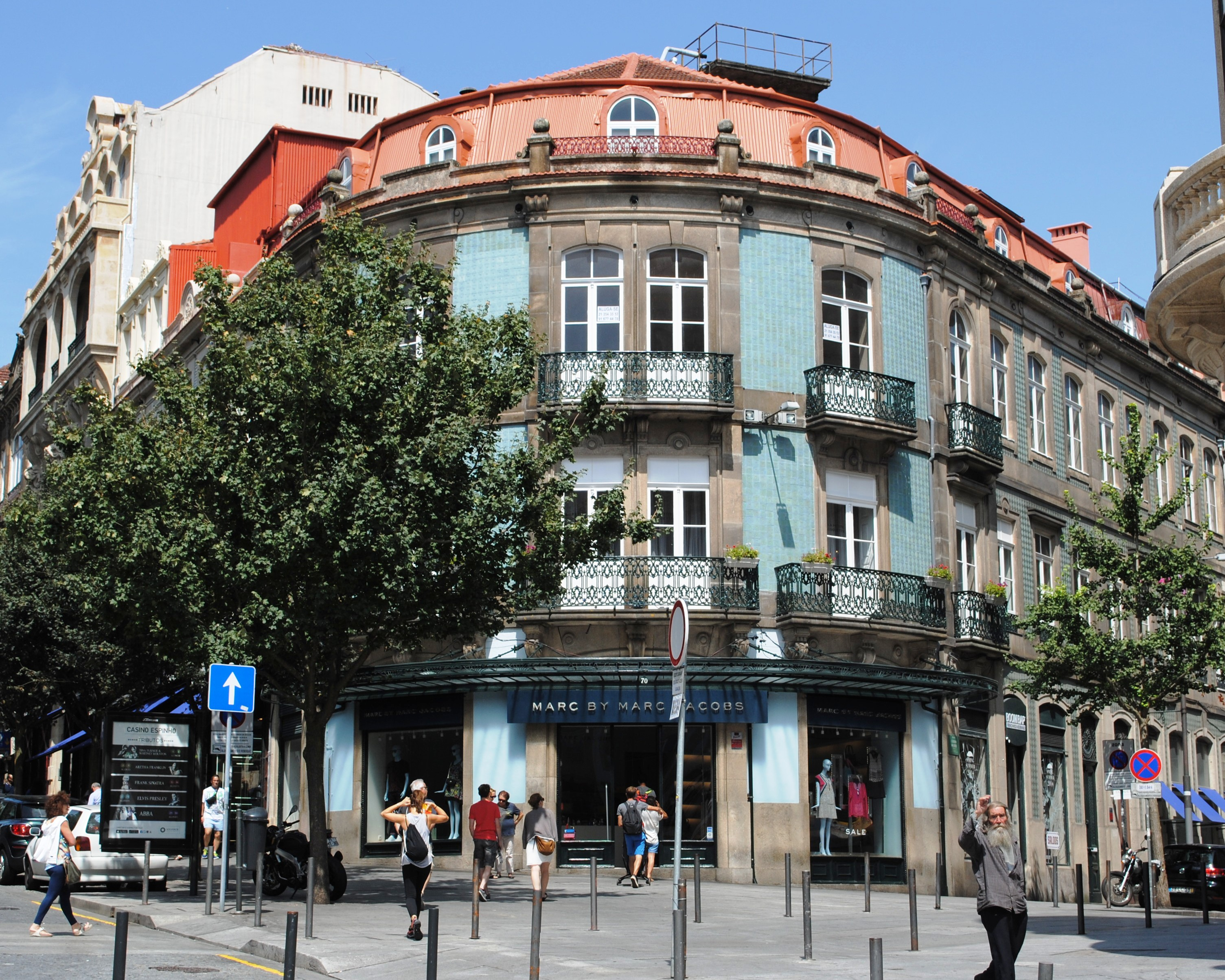
Marc by Marc Jacobs, Porto.

### Marc by Marc Jacobs
Jacobs va presentar la seva línia secundària, Marc by Marc Jacobs, amb una desfilada la primavera de 2001 amb peces juvenils per ambdós sexes i més assequible. També es llença la primera fragància de la firma.
Durant el 2002 comença la lluita de Marc by Marc Jacobs contra el càncer de pell de la qual són fruit les seves camisetes amb celebritats i models darrere el lema “Protect the skin you're in”. Aquest 2014 la protagonista d'aquesta lluita és Miley Cyrus. Altres celebritats que han col·laborat en aquesta campanya són Eva Mendes, Kate Upton, Victoria Beckham, Heidi Klum, Hilary Swank i Naomi Campbell.
Amb el pas dels anys aquesta nova línia es va expandint fins que el 2007 la companyia va produir la primera col·lecció de Marc by Marc Jacobs d'ulleres, així com l'alliberament d'una fragància, anomenada Daisy, al setembre d'aquest mateix any.
El gener de 2008 una boutique de Marc by Marc Jacobs va ser inaugurada al Bucktown de Chicago i es van posar en marxa diverses fragàncies d'edició limitada.
A més a més aquest mateix any Marc by Marc Jacobs obra la seca primera tenda a Espanya, concretament en el número 2 del carrer Marqués de la Ensenda de Madrid i es posa a la venda la primera col·laboració de Marc Jacobs amb l'empresa espanyola peSeta.
Marc by Marc Jacobs ha produït la seva primera línia completa de vestits de bany.
Ampliant encara més les seves línies que ara inclou a Marc Jacobs una col·lecció prêt-à-porter, Marc by Marc Jacobs per a dona, Col·lecció Masculina prêt-à-porter, Marc by Marc Jacobs roba d'home, 2 col·leccions de sabates, 2 col·leccions òptiques, 2 col·leccions d'ulleres de sol, 1 col·lecció de rellotges, 9 fragàncies, la col·lecció infantil, la col·lecció d'accessoris i la col·lecció molt famosa d'articles especials.
2011: Per celebrar el desè aniversari de Marc by Marc Jacobs es llença la col·lecció càpsula Greatest Hits en la que es reediten les peces més venudes. On es podien trobar vestits i mocadors impresos, a la seva línia de peces lleugeres "army surplus basics" i les seves emblemàtiques camisetes per commemorar els 10 anys d'aquesta línia. Un fet que destaca, és que roben la col·lecció prêt-à-porter de primavera-estiu 2012 del dissenyador en un trajecte de tren de París a Londres. De nou l'actriu Dakota Fanning protagonitza la campanya pel llançament del nou perfum femení, Oh, Lola!.

### Altres línies
El 2005 portarà el llançament de la primera línia de rellotges de la companyia amb el seu soci, Fossil. I una botiga de la col·lecció a París.
A la primavera de 2007 es va posar en marxa una línia completa de roba de nens, anomenada Little Marc Jacobs.
Durant el 2010 llença la campanya de la fragància masculina Bang en la que Jacobs surt nu.
I en el 2013 és nomenat director creatiu de Coca-Cola Light.

### Botigues

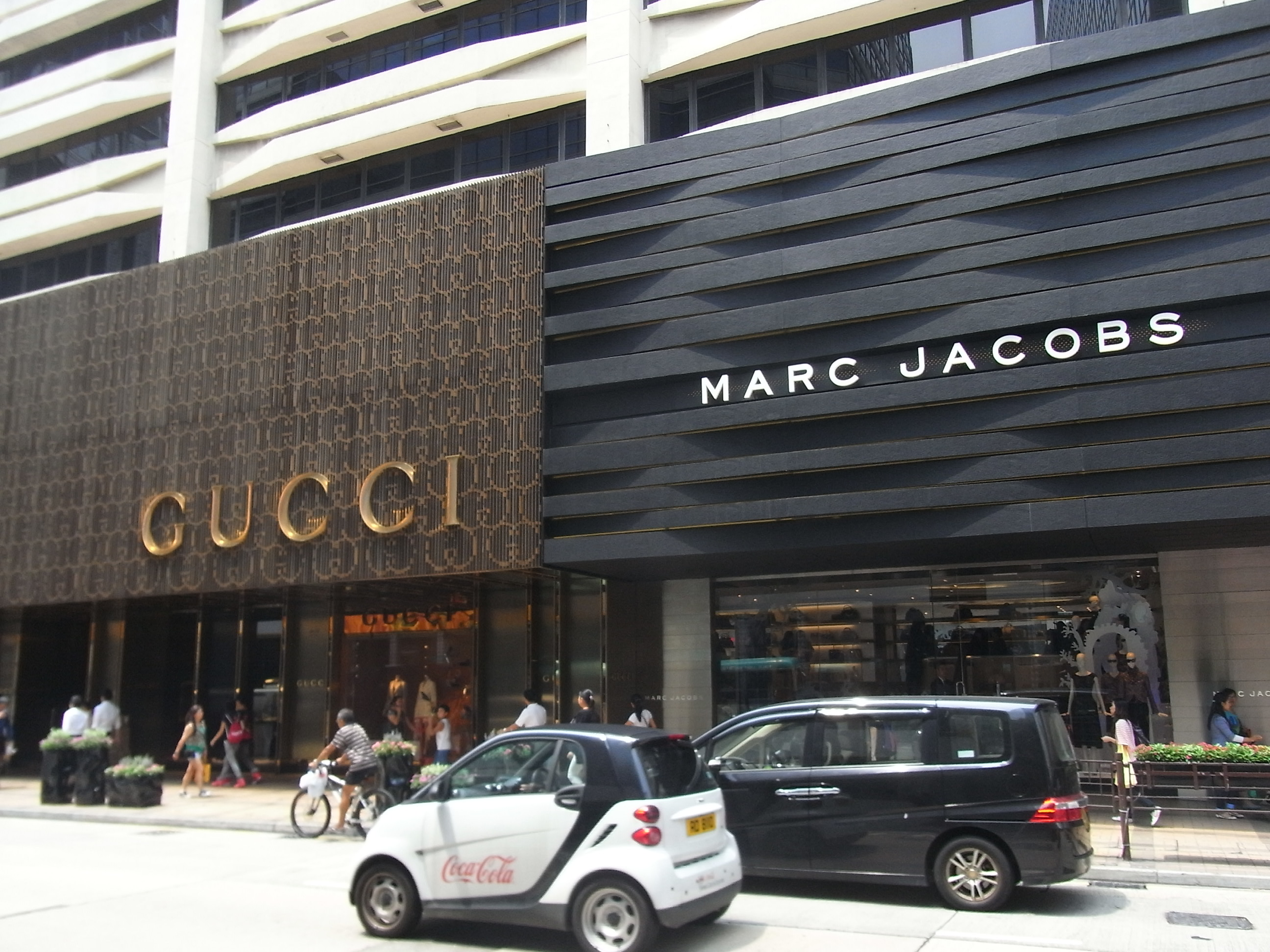
Botiga Marc Jacobs a Harbour

Durant el 1997, va obrir la primera botiga de Marc Jacobs a Mercer Street al districte de Soho de Nova York.
La primera botiga multi marca als EUA la va obrir a l'agost de 2004 a Newbury Street de Boston i al maig de 2005 va portar l'obertura de 3 noves botigues a Los Angeles.
Al Març de 2005 va marcar l'obertura de dues botigues a Los Angeles. Més tard aquest mateix mes, la companyia va obrir una botiga de col·lecció a les botigues de Bal Harbour a Bal Harbour, Florida.
Durant el 2005 obra una botiga de la col·lecció a París.
I és en el 2007 que marcar l'obertura d'una botiga de la col·lecció tant d'home com de dona en Mount Street de Londres, així com una botiga multi marca a la històrica ciutat de Savannah, Geòrgia; una botiga multi marca a Tòquio i una botiga de les col·leccions a Moscou, així com molts altres. En resum, la companyia s'ha expandit a més de 200 botigues a tot el món.

## Louis Vuitton
Marc Jacobs el 2013 va marxar de la casa Louis Vuitton després de treballar 16 anys per aquesta marca. Es va acomiadar amb una última col·lecció, presentada al Louvre de París, la qual homenatjava els seus grans èxits.
En aquesta última desfilada hi havia ambient de comiat, ja sigui per les peces de roba com per l'escenografia i sobretot pel color, un negre en el qual hi havia dol. Aquesta escenografia és composta per uns ascensors, unes escales mecàniques... tots elements que han format part de les seves últimes desfilades.

### Col·laboracions
Durant la seva estada a Louis Vuitton, Marc Jacobs ha col·laborat amb diferents dissenyadors. Primerament amb la col·lecció primavera-estiu 2001 Louis Vuitton va posar a la venda la col·laboració amb Stephen Sprouse, un conjunt de complements molt esperats, és així que Jacobs fa un homenatge a Sprouse per l'amor que té als graffittis i el pop art.

Posteriorment entre l'any 2002 i el 2003 Jacobs va col·laborar amb Takashi Murakami, un artista japonès nascut l'any 1963 i conegut gràcies a la seva reinterpretació del clàssic bossa de Louis Vuitton amb un univers de fantasia i color; des de llavors, ha fet dissenys col·laborant amb la modernització de la marroquineria de la casa.
Des de 2007 a 2008, la casa Louis Vuitton juntament amb Marc Jacobs va col·laborar Richar Prince el qual va donar lloc a una col·lecció anomenada "After Dark" feta a partir d'unes pintures i d'un cuir inèdit.;
Finalment abans de l'acomiadada de Marc Jacobs, l'any 2012 va col·laborar amb l'artista Yayoi Kusama, la qual ja havia treballat anteriorment amb la casa l'any 1996 amb la col·lecció "Infinity Dots". Marc Jacobs va reinterpretar una de les obres més conegudes de l'artista traslladant els seus emblemàtics punts a una edició limitada de bosses, peces de roba, sabates, rellotges i joieria. A més a més d'aquesta col·lecció exclusiva, Jacobs i Kusama han creat diverses instal·lacions per als aparadors de les botigues de Louis Vuitton.

## Premis
1987: Perry Ellis Award. CFDA.
1992: Womenswear Designer of the year. CFDA.
1997: Womenswear designer of the year. CFDA.
1998-1999: Accessories Designer of the year. CFDA.
2002: Menswear designer of the year. CFDA.
2003: Accessories designer of the year. CFDA.
2005: Accessories designer of the year. CFDA.
2009: The international award. CFDA. Marc Jacobs for Louis Vuitton.
2010: Womenswear designer of the year. CFDA.
2011: Geoffrey Beene Lifetime Achievement Award. CFDA.

## Estil
Explicant la seva roba, Jacobs ha dit "El que prefereixo és que fins i tot si algú se sent hedonista, no ho sembli. Les curiositats sobre el sexe són molt més interessants, per a mi, que la dominació... Les meves peces no són provocatives Mai. Mai". Entre el públic de les seves desfilades de moda típicament assisteixen celebritats com Kim Gordon i Vincent Gallo. Guy Trebay, un crític de The New York Times, en resposta al comentari d'Oscar de la Renda que un abric dissenyat per Jacobs semblava molt a una que de la Renda havia dissenyat trenta anys abans, va escriure que "a diferència dels molts dissenyadors que promouen la il·lusió i la imaginació d'una sola persona prodigiosa i creativa, el senyor Jacobs no té cap pretensió que la moda emergeix en tota regla del cap d'un geni solitari". Marc Jacobs, va ser un dels primers dissenyadors de moda d'establir aquest "estètica style-street una mica preppie, una mica grunge i una mica d'alta costura".

## Vida Privada
En el 2009, Jacobs va estar en el número 15 en la llista anual dels “50 homes i dones gais més poderosos d'Amèrica" de la revista Out. Jacobs, qui és obertament gay, va tenir una relació de quatre anys amb l'estilista Jason Preston, i en una altra relació amb l'executiu de publicitat Lorenzo Martone. Durant el març de 2009, "Women's Wear Daily" va anunciar que la parella es van comprometre després d'un any d'estar sortint. Tot i que posteriorment van aparèixer diversos reportatges que ho negava. El 24 de juliol de 2010 Martone va anunciar via Twitter que ell i Jacobs feia dos mesos que estaven separats. Durant l'abril de 2012 Jacobs va celebrar el seu aniversari a Riu de Janeiro amb la seva parella, l'actor de porno Harry Louis. Tot i que durant la mateixa setmana que Jacobs anunciava la seva marxa de Louis Vuitton, Harry Louis anunciava la seva ruptura amb el dissenyador.